# Maigner Bach
Der Maigner Bach (auch Maignerbach) ist ein Fließgewässer in den Bezirken Horn und dann Hollabrunn von Niederösterreich, der kurz vor der Ortschaft Roseldorf der Marktgemeinde Sitzendorf an der Schmida von links in die Schmida mündet.

## Name
Der Bach ist nach dem Ort Maigen benannt, der wenig südöstlich von Sigmundsherberg hoch am Oberlauf liegt.

## Verlauf
Der Maigner Bach entspringt in den Fluren nördlich und westlich von Sigmundsherberg. Er fließt in insgesamt etwa ostsüdöstlicher Richtung. Zuletzt durchquert er Röschitz und mündet dann etwas vor Roseldorf von links in die Schmida, der kurz zuvor von der anderen Seite noch der Grafenberger Bach zugeflossen ist.
Sein einziger nennenswerter Zufluss ist der vergleichsweise kurze Viehgrabenbach, der noch am Oberlauf in Kattau von links in den Maigner Bach einmündet. Das Einzugsgebiet des Maigner Baches umfasst insgesamt 29,2 km² in großteils offener Landschaft.
Nach der Vereinigung von Schmida, Grafenberger Bach und Maigner Bach wird die im Oberlauf häufig als Kleine Schmida bezeichnete Schmida nurmehr Schmida genannt.